# Xenonectriella streimannii
Xenonectriella streimannii är en svampart som först beskrevs av S.Y. Kondr., och fick sitt nu gällande namn av Rossman 1999. Xenonectriella streimannii ingår i släktet Xenonectriella och familjen Nectriaceae.   Inga underarter finns listade i Catalogue of Life.